# Typhlonesticus angelicus
Espèce
Typhlonesticus angelicus est une espèce d'araignées aranéomorphes de la famille des Nesticidae.

## Distribution
Cette espèce se rencontre dans des grottes en Italie au Piémont à Chiusa di Pesio et en Ligurie à Triora et Roccaforte Mondovì et en France dans les Alpes-Maritimes à La Brigue,.

## Description
La femelle holotype mesure 4,07 mm et le mâle paratype 4,29 mm.

## Systématique et taxinomie
Cette espèce a été décrite par Isaia et Ribera en 2023.

## Étymologie
Cette espèce est nommée en l'honneur d'Angelo Morisi (1943–2016). 

## Publication originale
- Isaia, Nicolosi, Infuso & Ribera, 2023 : « Two new subterranean Typhlonesticus (Araneae: Nesticidae) from the Alps with notes on their ecology, distribution and conservation. » Arthropod Systematics & Phylogeny, vol. 81, p. 801-818 (texte intégral).